# Vnuk Gagarina
Pour plus de détails, voir Fiche technique et Distribution.
Vnuk Gagarina (Внук Гагарина, ensuite renommé Внук космонавта) est un film russe réalisé par Andreï Panine et Tamara Vladimirtseva, sorti en 2007,.

## Fiche technique
- Réalisation : Andreï Panine et Tamara Vladimirtseva
- Photographie : Artour Gimpel
- Musique : Igor Zoubkov
- Montage : Igor Litoninski
- Production : Sergey Danielyan, Ruben Dishdishyan, Bakhtiar Khudojnazarov, Yuriy Moroz, Aram Movsesyan et Gennadiy Ostrovskiy
- Pays de production :  Russie